# Aire coutumière Djubéa-Kaponé
Die Aire coutumière Djubéa-Kaponé (in der Sprache der Ureinwohner: Drubea-Kaponë) ist eine Verwaltungseinheit einer besonderen Form (Aire coutumière) im französischen Überseedépartement Neukaledonien. Sie wurde am 19. März 1999 gegründet und umfasst sechs Gemeinden auf der Südostseite der Insel Grande-Terre und auf der Île des Pins. In Djubéa-Kaponé sind 21 Kanaken-Stämme registriert.

## Gemeinden
| Gemeinde                      | Einwohner 1. Januar 2022 | Fläche km² | Dichte Einw./km² | Code INSEE | Postleitzahl               |
| ----------------------------- | ------------------------ | ---------- | ---------------- | ---------- | -------------------------- |
| Dumbéa                        | 35.873                   | 256,27     | 140              | 98805      | 98830, 98835, 98836, 98837 |
| L’Île-des-Pins                | 2.037                    | 160,85     | 13               | 98809      | 98832                      |
| Le Mont-Dore                  | 27.620                   | 659,70     | 42               | 98817      | 98809, 98810               |
| Nouméa                        | 94.285                   | 50,68      | 1.860            | 98818      | 97800                      |
| Païta                         | 24.563                   | 704,90     | 35               | 98821      | 97890                      |
| Yaté                          | 1.667                    | 1.316,79   | 1                | 98832      | 97834                      |
| Aire coutumière Djubéa-Kaponé | 186.045                  | 3.149,19   | 59               | –          | –                          |